# Американски колеж (вилна зона)
Вилна зона „Американски колеж“ е квартал на град София, България, разположен в район „Младост“ (с малка част в район „Студентски“), на 8,6 километра югоизточно от центъра на града.
Разположен е северно от Околовръстния път и около и на изток от булевард „Свети Климент Охридски“. Граничи с кварталите „Младост 4“ на изток и „Симеоново“ на юг и с парка „Въртопо“ на запад и север.

## Улици и произход на имената им
| Път                      | Наречен на                               | Местоположение |
| ------------------------ | ---------------------------------------- | -------------- |
| „183“                    | –                                        | Карта          |
| „184“                    | –                                        | Карта          |
| „185“                    | –                                        | Карта          |
| „186“                    | –                                        | Карта          |
| „188“                    | –                                        | Карта          |
| „189“                    | –                                        | Карта          |
| „190“                    | –                                        | Карта          |
| „191“                    | –                                        | Карта          |
| „192“                    | –                                        | Карта          |
| „Арх. Борислав Стоянов“  | Борислав Стоянов (1911 – 1991), архитект | Карта          |
| „Банишка река“           | Банишка река, река в района              | Карта          |
| „Околовръстен път“       | –                                        | Карта          |
| „Свети Климент Охридски“ | Климент Охридски (840 – 916), духовник   | Карта          |